# Walter Schwerdtfeger (Journalist)
 Walter Georg Hermann Schwerdtfeger (* 11. Juli 1901 in Berlin; † 19. Juni 1979 in Groß-Karben bei Frankfurt am Main) war ein deutscher Journalist, der in der Zeit des Nationalsozialismus Presseanweisungen aus der Reichspressekonferenz an Auslandskorrespondenten weitergab.

## Werdegang
1922 wurde er Wirtschaftsredakteur bei der Berliner Börsen-Zeitung. Schwerdtfeger war Mitglied der Reichspressekonferenz. Dieses als journalistischer Verein entstandene Gremium wurde im Rahmen der Gleichschaltung der Presse am 1. Juli 1933 in das Reichsministerium für Volksaufklärung und Propaganda integriert. Das Schriftleitergesetz (verabschiedet am 4. Oktober 1933, in Kraft getreten am 1. Januar 1934) verbeamtete den Beruf des Journalisten, ein Vorgang, der mit journalistischen Berufsethos unvereinbar ist. Die nationalsozialistischen Zensur- und Lenkungsmaßnahmen blieben dem Blick der Öffentlichkeit entzogen, da die auf der Reichspressekonferenz ergangenen Regie- und Verwertungsanweisungen als Geheim klassifiziert wurden. Verstöße gegen die Geheimhaltungsbestimmungen wurden zu Beginn des NS-Regimes mit Ausschluss von der Reichspressekonferenz oder Berufsverbot als »Schriftleiter« geahndet. Die von der Reichspressekonferenzen ausgeschlossenen ausländischen Journalisten verschafften sich wiederholt Einblick in dieses Material und konnten so die Tabubereiche der Berichterstattung im Deutschen Reich erkennen. Am 29. Mai 1935 veröffentlichte der Manchester Guardian eine Serie von Presseanweisungen im Wortlaut. Am 2. Juli 1935 wurde Schwerdtfeger unter dem Verdacht des Landesverrats verhaftet, in das Hauptquartier der Gestapo in der Prinz-Albrecht-Straße 8 gebracht und am 16. Juli 1935 als Untersuchungshäftling in die Justizvollzugsanstalt Moabit überstellt. Ihm wurde zur Last gelegt, seit mehreren Monaten geheime Unterlagen der Reichspressekonferenz an ausländische Kollegen weitergeleitet zu haben. Am 21. Juli 1936 verurteilte ihn der Volksgerichtshof wegen Landesverrats zu lebenslangem Zuchthaus.
Obwohl der stellvertretende Reichspressereferent Ministerialrat Kurt Jahncke den Fall Schwerdtfeger zum Anlass nahm, den Mitgliedern der Pressekonferenz die drastischen Folgen eines Vertrauensbruches vor Augen zu führen, gingen die Indiskretionen aus diesem Gremium auch nach Schwerdtfegers Verhaftung weiter. Sämtliche im Monat August ergangenen Presseanweisungen gelangten in den Besitz des Manchester Guardian, in dem am 1. Oktober 1935 auf Seite 9 zu lesen war: „How Opinion is Manipulated in Germany - The Secret Instructions to the Press.“ („Wie die Meinung in Deutschland manipuliert wird – Die Geheimanweisungen an die Presse.“)
Da es unwahrscheinlich ist, dass der Guardian nach der aufsehenerregenden Verhaftung Schwerdtfegers am 2. Juli 1935 einen neuen Lieferanten für vertrauliche Unterlagen aus der Reichspressekonferenz fand, ist in beiden Fällen von derselben Quelle auszugehen. Schwerdtfeger scheidet damit als möglicher Informant des Guardian aus. In seinen unveröffentlichten Aufzeichnungen bestritt Schwerdtfeger, das Material an den Guardian weitergegeben zu haben, und nannte als seine Kontaktpersonen im ausländischen Korrespondentenkorps Berlins: Louis Paul Lochner von Associated Press, Louis Süß von der Pariser Wirtschaftszeitung «L’Information» und Paul Wegener von der Wiener Neuen Freien Presse.
Das Material wurde der The Manchester Guardian-Redaktion nicht über den regulären Berliner Korrespondenten, Charles Lambert, sondern über einen von Frederick Augustus Voigt aufgebauten und dirigierten Sondernachrichtendienst zugespielt.
Während Voigt im Mai 1935 nur kurz Einblick in die Abschriften der Presseanweisungen nehmen durfte (Voigt an William Percival Crozier, 30. Mai 1935, in: MGA, 213/343), gelangte er Ende September 1935 in den Besitz der Originaldokumente. Dabei handelte es sich offenkundig um Exemplare der vom Propagandaministerium ausgegebenen amtlichen Protokolle (Voigt an Crozier, 1935 IX 25, MGA 214/162: I have now got two of the original hectographed sheets that have been circulated by the Ministry to the German newspapers). Über die Informanten enthalten die Redaktionspapiere keine Angaben.
Nach etwa vierwöchiger Haft im Gerichtsgefängnis Berlin-Charlottenburg wurde er in das Zuchthaus Brandenburg-Görden überstellt und im Sommer 1944 nach Süddeutschland verlegt.
Nach 1945 war Schwerdtfeger Herausgeber und Chefredakteur der Badischen Neuesten Nachrichten und Autor verschiedener Romane. Dabei publizierte er unter den Pseudonymen Henry Wolf und Alan D. Smith. Schwerdtfeger betätigte sich auch als Verleger, so gründete er in Karlsruhe einen kurzlebigen Verlag unter eigenem Namen und war später Mitinhaber des Frankfurter Verlags Internationale Motor-Edition. Einige Jahre war er stellvertretender Aufsichtsratsvorsitzender der Deutschen Nachrichtenagentur (DENA). Von 1947 bis 1951 saß er für die SPD im Stadtrat von Karlsruhe.
Schwerdtfeger war zunächst von 1925 bis 1936 mit Charlotte, geb. Drichel, verheiratet (ein gemeinsames Kind) und ab 1948 mit Anja, geb. Jooss (drei Kinder).

## Veröffentlichungen

### Romane
als Alan D. Smith
- Die Botschaft des Panergon, Frankfurt am Main / Zürich 1952, Reihenbuch-Verlag (Leihbuchverlag)
- Adam und Eva mal vier, Frankfurt am Main / Zürich 1953, Reihenbuch-Verlag
- Atomexplosion Kobalt (Element 216 I), Frankfurt am Main / Zürich 1954, Reihenbuch-Verlag
- Sonnenkraft (Element 216 II), Frankfurt am Main / Zürich 1954, Reihenbuch-Verlag
- Lena Feys Wandlungen, Düsseldorf 1956, Astoria-Verlag
- Eine Frau ohne Makel, Düsseldorf 1961, Bach
- Yasha’s mystischer Stab, Hemmingen 1997, H. Müller